# Batea rectangulata
Batea rectangulata is een vlokreeftensoort uit de familie van de Bateidae. De wetenschappelijke naam van de soort is voor het eerst geldig gepubliceerd in 1925 door Clarence Raymond Shoemaker.